# Mark Verkerk
Mark Verkerk (Nairobi, 1959) is een Nederlands filmregisseur en filmmonteur van voornamelijk documentaires.
Verkerk werd als Nederlander geboren in Nairobi in Kenia en tijdens zijn studie studeerde hij in Londen aan de London International Film School. In 1980 begon zijn carrière als filmmaker in Australië, waar hij aan de slag ging bij de Australische omroep ABC als filmmonteur. Later ging hij werken bij Ton Okkerse filmproductiemaatschappij EMS Films als creatieve regisseur, waar hij een reeks van documentaires maakte voor omroepen als VARA, RTL, Discovery Channel, National Geographic  Channel, ARD en ZDF. De documentaire Buddha's Lost Children uit 2006 was zijn eerste film die werd vertoond in de bioscoop. De documentaire was ook voorgedragen als Nederlandse inzending voor de Oscar van 2007. Verkerk meest succesvolle documentaire in de bioscoop was de natuurfilm De Nieuwe Wildernis uit 2013 met ruim zeshonderdduizend bioscoopbezoekers. Met de laatstgenoemde documentaire won Verkerk in 2014 een Rembrandt Award en een publieksprijs op het Nederlands Film Festival.

## Filmografie

### Documentaire
- 2006: Buddha's Lost Children
- 2009: Buddha's Lost Children Revisited
- 2013: De Nieuwe Wildernis
- 2015: Holland: Natuur in de Delta
- 2018: De wilde stad
- 2020: Poeslief: Een ode aan de kat
- 2020: De schooltuin
- 2023: Onder het Maaiveld
- 2024: De wilde Noordzee

### Documentaireserie
- 1993: Great Castles of Europe
- 1998: Schätze der Welt - Erbe der Menschheit
- 2017: Wild Holland
- 2020: Katwalk

## Prijzen en nominaties
- 2006: AFI: Documentary Award gewonnen voor Buddha's Lost Children.
- 2006: Leipzig DOK Festival: Zilveren Duif gewonnen voor Budda's Lost Children.
- 2007: Jackson Hole Film Festival: Cowboy Award gewonnen voor Buddha's Lost Children.
- 2007: Newport Beach Film Festival: Juryprijs gewonnen voor Budda's Lost Children.
- 2014: Nederlands Film Festival: Publieksprijs gewonnen voor De Nieuwe Wildernis.
- 2014: Rembrandt Awards: Rembrandt Award gewonnen voor De Nieuwe Wildernis.
- 2016: Nederlands Film Festival: Publieksprijs genomineerd voor Holland: Natuur in de Delta.